# Марек Бартанус
Марек Бартанус (словац. Marek Bartánus; 13 лютого 1987, м. Ліптовський Мікулаш, ЧССР) — словацький хокеїст, правий нападник. Виступає за «Слован» (Братислава) у Словацькій Екстралізі.
Виступав за «Кошице», «Требішов», «Оуен Саунд-Еттек» (ОХЛ), «Попрад», «32 Ліптовський Мікулаш», «Спарта» (Прага), «Карлови Вари», «Дукла» (Михайлівці).
В чемпіонатах Словаччини — 210 матчів (51+54), у плей-оф — 42 матчі (9+9). В чемпіонатах Чехії — 57 матчів (9+8), у плей-оф — 12 матчів (2+0).
У складі національної збірної Словаччини провів 9 матчів (2 голи). У складі молодіжної збірної Словаччини учасник чемпіонатів світу 2006 і 2007. У складі юніорської збірної Словаччини учасник чемпіонату світу 2005.
Досягнення
- Чемпіон Словаччини (2012).